# 别连基村委员会
别连基村委员会（俄语：Беленький сельсовет）是俄罗斯联邦阿穆尔州腾达区所属的一个村委员会。其下辖有1个居民点，行政中心为别连基。据2016年统计，该村委员会的人口为169人。